# Bratski (Saràtov)
|  | Per a altres significats, vegeu «Bratski». |

Bratski (en rus: Братский) és un poble (un possiólok) de l'óblast de Saràtov, a Rússia, segons el cens del 2010 tenia 76 habitants. Pertany al districte municipal d'Ivantéievka.